# Wawrzyszew
 (mars 2025).
Si vous disposez d'ouvrages ou d'articles de référence ou si vous connaissez des sites web de qualité traitant du thème abordé ici, merci de compléter l'article en donnant les références utiles à sa vérifiabilité et en les liant à la section « Notes et références ».
Wawrzyszew [vaˈvʐɨʂɛf] est un village polonais de la gmina de Błonie situé dans le powiat de Varsovie-ouest et dans la voïvodie de Mazovie, dans le centre-est de la Pologne.
Il est situé à environ 3 kilomètres au nord-ouest de Błonie, à 15 kilomètres à l'ouest de Ożarów Mazowiecki (le chef-lieu du district), et à 29 kilomètres à l'ouest de Varsovie.